# Brad Ness
Bradley John Ness (Perth, 24 de noviembre de 1974) es un jugador de baloncesto en silla de ruedas australiano. Ganó una medalla de oro en los juegos paralímpicos de Beijing 2008 y medallas de plata en Atenas 2004 y Londres 2012. Fue seleccionado como abanderado australiano en la Ceremonia de Apertura en los Paralímpicos de Río de 2016.

## Biografía
Ness nació el 24 de noviembre de 1974 en la ciudad de Wagin, al oeste de Australia. El 19 de diciembre de 1992, a los 18 años, perdió la pierna en un accidente de navegación a bordo de un ferry de alta velocidad entre Rottnest Island y Fremantle. El accidente ocurrió mientras los trabajadores se preparaban para abandonar el muelle. La pierna de Ness estaba unida al muelle cuando el ferry salía, la cuerda se tensó y le cortó el tobillo derecho. Estaba trabajando como marinero en ese momento. Volvió a trabajar en barcos nuevamente en los seis meses posteriores a su accidente, y recibió su licencia de marinero. Cuando era joven, compitió en varios deportes, incluyendo fútbol australiano,tenis y natación, siendo lo suficientemente bueno en el fútbol como para considerar una carrera profesional. Decidió probar el baloncesto en silla de ruedas después de ver un partido en la televisión.  
Está casado y vive en Fremantle.

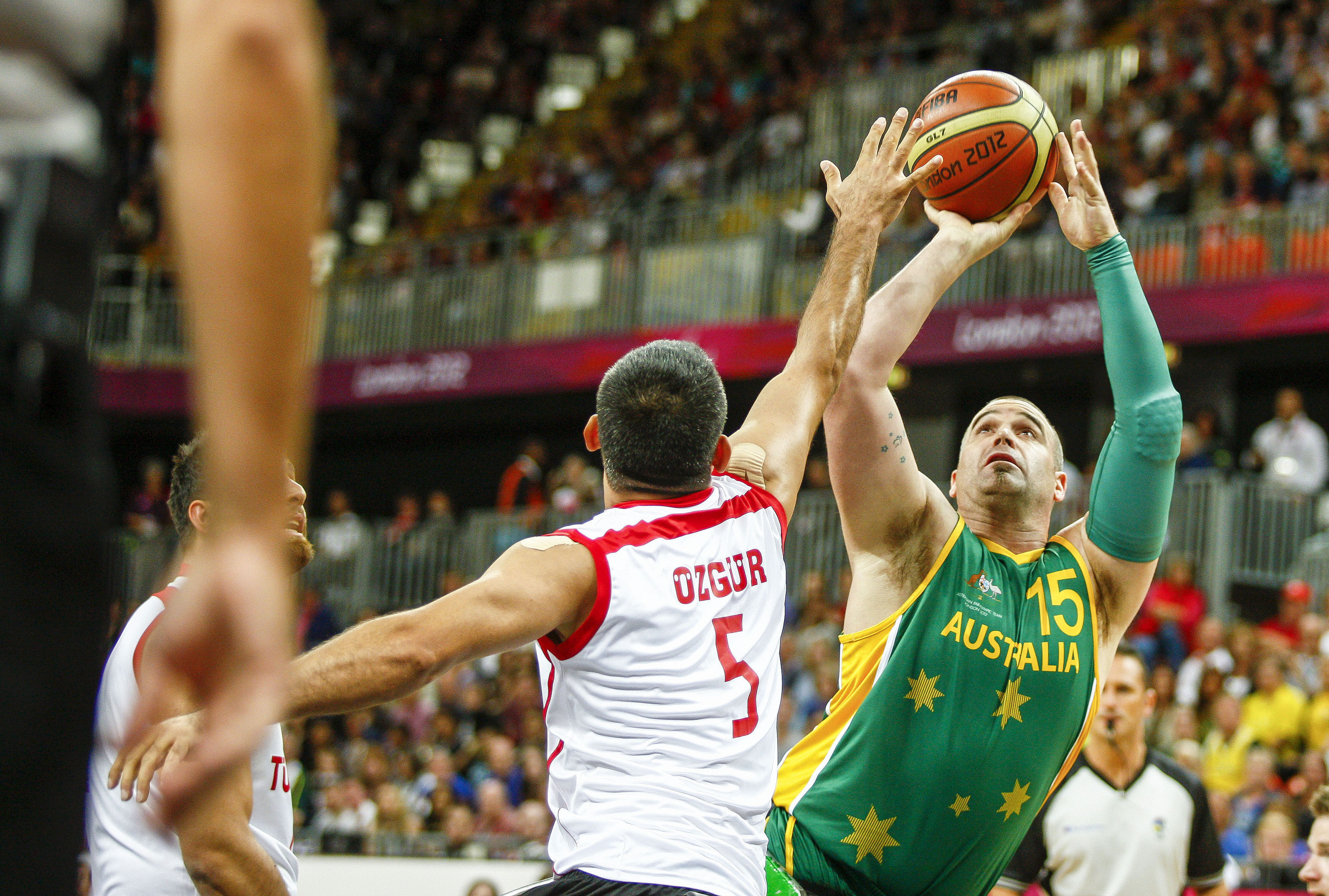
Ness en los Juegos Paralímpicos de Londres 2012

En febrero de 2013, ladrones irrumpieron en su casa y robaron sus medallas paralímpicas al hacer estallar su caja fuerte. Durante una ceremonia en la casa del parlamento de Perth el 9 de julio de 2013, el Comité Paralímpico Australiano le otorgó medallas de reemplazo.

## Baloncesto
Está clasificado como un jugador 4.5 y juega como centro. Comenzó a jugar baloncesto en silla de ruedas en 1996. Su capacidad para jugar baloncesto ha sido respaldada por el Programa de Apoyo Individual para Atletas del Instituto Australiano de Deportes del Oeste, y actualmente juega baloncesto a tiempo completo como profesional.  

### Selección nacional
Llegó al equipo nacional por primera vez en 1999 durante la Roosevelt Cup en Georgia, EE. UU.  

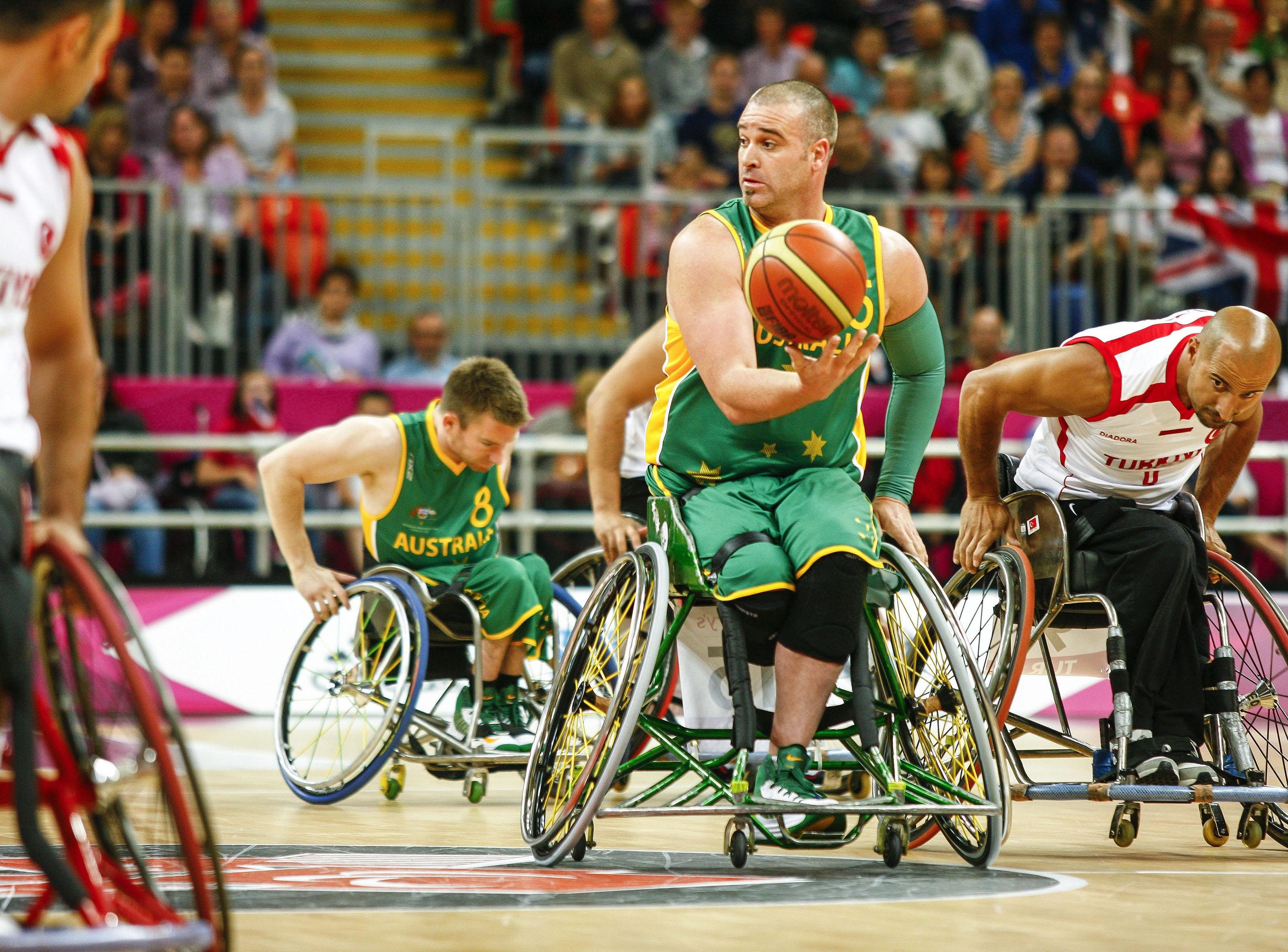
Ness en los Juegos Paralímpicos de Londres 2012

#### Paralímpicos
Como miembro del equipo nacional de baloncesto en silla de ruedas masculino de Australia, compitió en los Juegos Paralímpicos de Sídney 2000, Atenas 2004, Beijing 2008 y Londres 2012, ganando una medalla de oro en 2008 y medallas de plata en 2004 y 2012. Fue el capitán del equipo en los Juegos Paralímpicos de 2008 y 2012. En 2016, fue seleccionado para sus quintos juegos, los Paralímpicos de Verano de 2016 en Río de Janeiro donde su equipo, The Rollers, terminó sexto.

#### Otras competiciones
En 2001, compitió en la Copa Mundial AOZ, donde su equipo llegó primero, y fue nombrado como parte del All-Star Five. Formó parte del equipo de Australia en la Copa de Campeones de Kitakyushu 2003, así como del equipo campeón de la Copa Asia Oceanía de 2004. En 2004, fue miembro del equipo nacional que quedó en primer lugar en la Copa Roosevelt. También formó parte del equipo de torneos clasificatorios paraolímpicos de AOZ que terminó primero. Fue nombrado miembro del AOZ All-Star Five del torneo. En 2005, se unió al equipo que compitió en la Copa Mundial Paralímpica que ganó una medalla de plata. En 2006, fue nombrado capitán del equipo australiano y formó parte del equipo de la Copa Mundial Paralímpica que ganó una medalla de plata. Ese año, también formó parte del equipo que ganó una medalla de bronce en el Campeonato Mundial. En 2008, formó parte del equipo que se llevó el oro en los Juegos Paralímpicos de Beijing. Estaba en el equipo que compitió en el Rollers World Challenge celebrado en agosto de 2009, donde anotó 17 puntos en el partido contra Japón. Formó parte del equipo que compitió en el Campeonato Oceanía de IBWF AOZ 2009 y ganó el oro. En el campeonato de Oceanía, anotó 9 puntos y tuvo 10 rebotes en el partido final contra Japón. Fue miembro del equipo australiano en el Campeonato Mundial IWBF 2010 celebrado en Birmingham, Inglaterra, que ganó una medalla de oro,  el equipo que compitió en la Wheelchair Tri Series 2011, y fue ganador de la medalla de oro masculina de Australia. También formó parte del equipo nacional que compitió en el Campeonato Mundial de Baloncesto en Silla de Ruedas 2010 Fue miembro del equipo Rollers que ganó la medalla de oro en el Campeonato Mundial de Baloncesto en Silla de Ruedas 2014.

### Baloncesto de clubes
En 2000, jugó para los Rangers de Dandenong y ayudó al equipo a ganar el Campeonato de la Liga Nacional de Baloncesto en Silla de Ruedas (NWBL). En 2001, fue nombrado como parte del All-Star Five de NWBL. En 2002, jugó para los Perth Wheelcats y ayudó a ganar el Campeonato NWBL. En 2006, fue nombrado el jugador más valioso de la NWBL. Ese año, también estaba jugando baloncesto en clubes de Italia. Formó parte del Perth Wheelcats 2007, ganadores del NWBL Championship y el World Club Championship. Para 2011, jugaba baloncesto en un club en Italia de la Serie A, y los Perth Wheelcats. Sus Wheelcats de Perth perdieron ante los Wollongong Roller Hawks en el Campeonato NWBL 2011.

### Como entrenador
En febrero de 2017, fue nombrado entrenador asistente para los Rollers.

## Reconocimiento
Ganó el premio Estrella del año del deporte en silla de ruedas de Australia Occidental junto a Justin Eveson en 2003. En 2007, fue galardonado con la Medalla Sandy Blythe al Jugador Internacional de Baloncesto en Silla de Ruedas del Año. En 2009, recibió la Medalla de la Orden de Australia "Por su servicio al deporte como medallista de oro en los Juegos Paralímpicos de Beijing 2008". En 2015, fue galardonado con el Premio a la Excelencia Personal del Instituto Australiano del Deporte Occidental. Fue seleccionado como abanderado australiano en la Ceremonia de Apertura de los Juegos Paralímpicos de Río.